# Campeonato Mundial de Ciclismo en Ruta de 1966
Los Campeonatos del mundo de ciclismo en ruta de 1966 se celebró en el circuito alemán de Nürburgring el 25 de agosto de 1966.

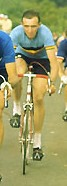
Martin Van Den Bossche cerca del final en el Campeonato del Mundo de 1996 en Nurburgring, Alemania

## Resultados
| Evento                     | Oro                                                                   | Oro            | Plata                                                                       | Plata | Bronce                                                                      | Bronce   |
| -------------------------- | --------------------------------------------------------------------- | -------------- | --------------------------------------------------------------------------- | ----- | --------------------------------------------------------------------------- | -------- |
| Pruebas masculinas         |                                                                       |                |                                                                             |       |                                                                             |          |
| Hombres - carrera en línea | Rudi Altig Alemania Occidental                                        | 7 h 21 min 10s | Jacques Anquetil Francia                                                    | m.t.  | Raymond Poulidor Francia                                                    | m.t.     |
| Contrarreloj por equipos   | Dinamarca Werner Blaudzun Joergen Hansen Ole Hojlund Flemming Wisborg | 2h 09' 03"     | Países Bajos · Eddy Beugels · Tiemen Groen · Harry Steevens · Rini Wagtmans | + 24" | Italia · Attilio Benfatto · Luciano Dalla Bona · Mino Denti · Pietro Guerra | + 1' 02" |
| Amateur - carrera en línea | Evert Dolman · Países Bajos                                           | 4h 59' 43"     | Leslie West Reino Unido                                                     | -     | Willy Skibby Dinamarca                                                      | -        |
| Pruebas femeninas          |                                                                       |                |                                                                             |       |                                                                             |          |
| Mujeres - carrera en línea | Yvonne Reynders · Bélgica                                             | 1h 27' 21"     | Keetie van Oosten-Hage · Países Bajos                                       | m.t.  | Aino Púronen Unión Soviética                                                | m.t.     |